# التيار المهاجم

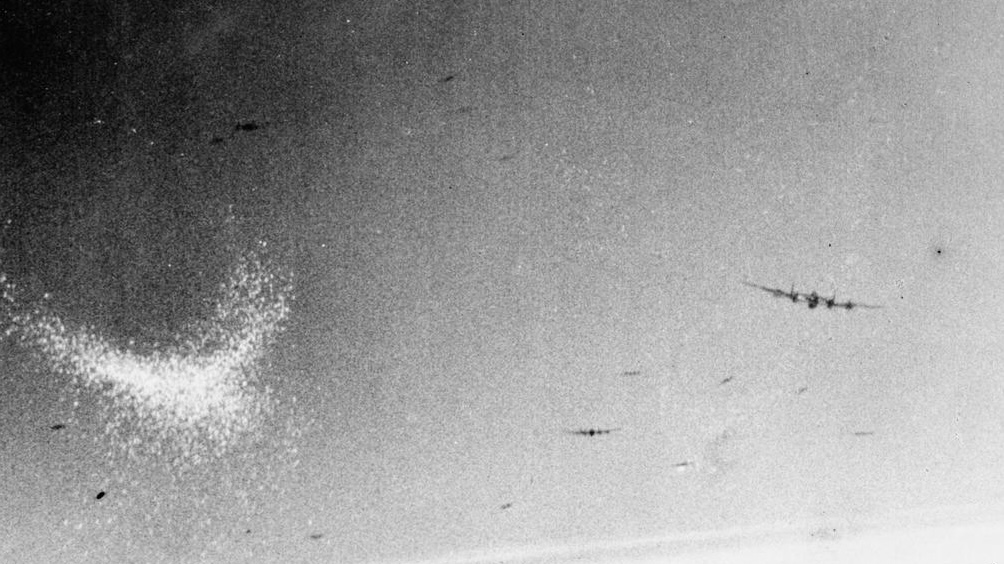
لانكستر داخل مجرى القاذفات يسقط قشرًا - السحابة البيضاء على شكل هلال على يسار الصورة

التيار المهاجم أو مجرى القاذفات تكتيك هجومي وضعه سلاح الجو الملكي (RAF) على يد قيادة قاذفات القنابل لتتفوق على الدفاعات الجوية الليلية الألمانية ل<a href="./%D8%AE%D8%B7%20%D9%83%D8%A7%D9%85%D9%87%D9%88%D8%A8%D8%B1" rel="mw:WikiLink">خط كامهوبر</a> خلال الحرب العالمية الثانية.
يتألف خط كامهوبر من ثلاث طبقات من مناطق يبلغ عددها حوالي 32كم (شمال - جنوب) وعرض 20  كم (شرق - غرب). في كل منطقة، كانت هناك طائرتان مقاتلتان ألمانيتان يتلقيان إرشادات موجهة من الأرض من جهاز التحكم في Himmelbett داخل كل منطقة. في حين أن مركز التحكم في Himmelbett لا يمكنه التعامل إلا مع مقاتليتين، فقد كان هذا مناسبًا للتعامل مع تكتيك قيادة سلاح الجو الملكي البريطاني المتمثل في إرسال قاذفات القنابل الليلية على حدة، مع تخطيط كل قاذفة طريقها إلى الهدف لتجنب التجمعات. 

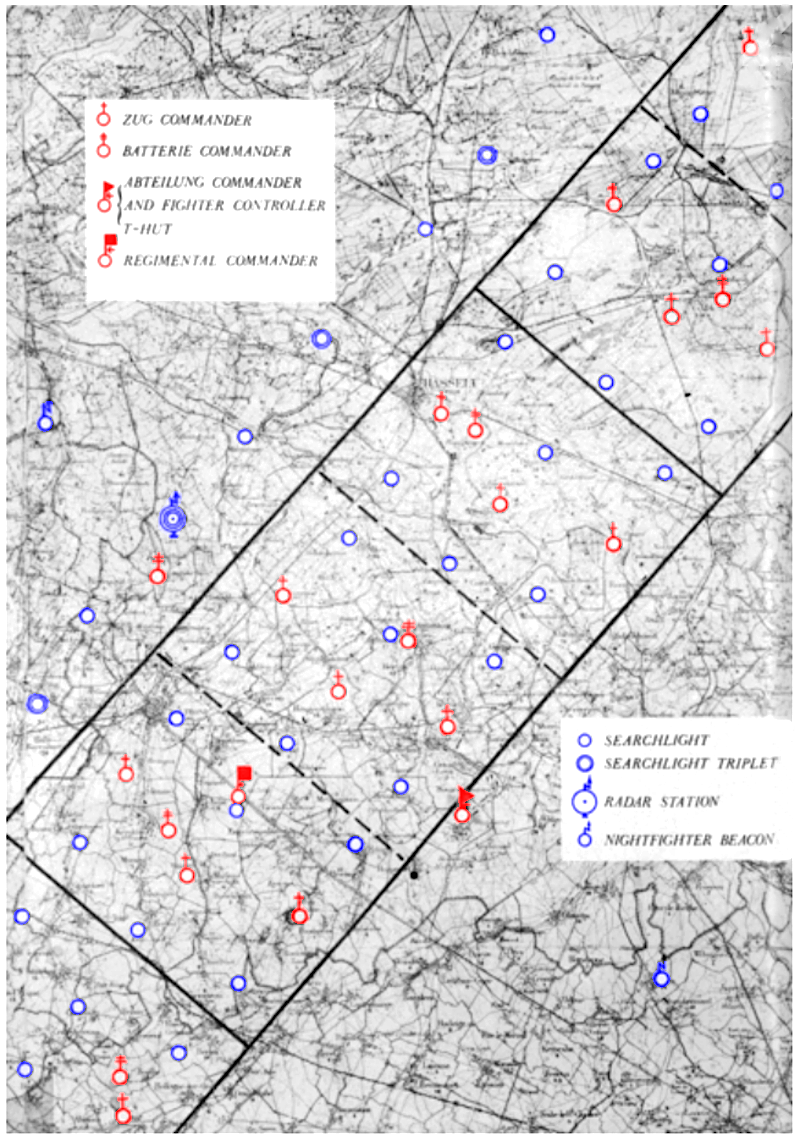
خريطة لجزء من خط كامهوبر تُظهر مربعات «الحزام» و «المقاتلات الليلية» التي طارت منها الطائرات المهاجمة

أول استخدام لتيار المهاجم كان أول غارة ضد كولونيا في ليلة 30-31 مايو 1942.
أثبت التكتيك نجاحه واستُخدم حتى الأيام الأخيرة من الحرب، عندما لم تعد الدفاعات الجوية الألمانية المنظمة فعالة.